# Articulatie (spraak)
Articulatie is de beweging in de mond- en keelholte ten behoeve van spraakproductie. Dit gebeurt hoofdzakelijk met de tong, de lippen, de kaak en het verhemelte. Articulatiebewegingen kunnen zowel op in- als uitademing, met en zonder stemgeving, plaatsvinden.

## Articulatoren
Articulatoren worden in de taalkunde gebruikt om aan te duiden welke delen van de mond werkzaam zijn in het produceren van bepaalde klanken.
Hierin onderscheiden we actieve en passieve articulatoren.
- De actieve articulatoren zijn de lippen, tong en huig, die in beweging kunnen worden gebracht. Tijdens het spreken kunnen de actieve articulatoren bijna of helemaal tegen de passieve articulatoren worden aangedrukt, waardoor de lucht uit de longen door een bepaalde opening wordt gedrukt en een bepaalde klank vormt.

- De passieve articulatoren zijn de tanden, de tandkas (alveolum), het harde verhemelte (palatum), het zachte verhemelte (velum) en de neusholte.